# Figa, Rimavská Sobota
Figa este o comună slovacă, aflată în districtul Rimavská Sobota din regiunea Banská Bystrica. Localitatea se află la altitudinea de 181 m deasupra n.m., se întinde pe o suprafață de 9,2 km2 și în 2017 număra 465 de locuitori. Se învecinează cu Otročok, Stránska, Rumince, Barca și Kaloša.

## Istoric
Localitatea Figa este atestată documentar din 1244.

## Demografie
| An:                | 1994 | 2004   | 2014    | 2024   |
| ------------------ | ---- | ------ | ------- | ------ |
| Număr de persoane: | 372  | 379    | 423     | 421    |
| Diferență:         |      | +1,88% | +11,60% | −0,47% |

| An:                | 2023 | 2024   |
| ------------------ | ---- | ------ |
| Număr de persoane: | 426  | 421    |
| Diferență:         |      | −1,17% |